# David Brevik
David Brevik (né le 14 février, 1968) est un designer, un producteur et un programmeur américain de jeux vidéos qui a cofondé et a été président de Blizzard North. Sa contribution la plus connue concerne la franchise des Diablo. Actuellement, il travaille en tant que designer au sein de Graybeard Games, son propre studio fondé en 2018.

## Biographie

### Jeunesse
Brevik est né à Madison, Wisconsin, aux États-Unis. Adolescent, il est passionné par Donjons et Dragons et fréquente des salles d'arcade où il joue aux premiers jeux vidéo (Pacman et Asteroids). Son père lui permet d'acquérir un Atari 2600 sur lequel Brevik passe des heures sur Adventures. C'est sur un Appel II Plus que le jeune homme associe sa passion du jeu de rôle à celle du jeu vidéo. Des jeux comme Might and Magic, Wizardry et Ultima suscitent particulièrement sa curiosité : il étudie la manière dont ils sont développés et apprend manuellement à coder entièrement des jeux sur base de magazines spécialisés. Il confie que développer des jeux vidéo est une vocation qui est motivée par un rêve d'enfance. Cet objectif qui trame sa vie entière lui donne une stabilité lors de sa jeunesse qui est mouvementée dans le sens que, de par le travail de son père, David déménage régulièrement. En 1984, sa famille finit par poser ses valises à Danville, Californie où se trouve non loin le mont Diablo. C'est le mot "Diablo" qui le fascine et c'est ce titre qu'il propose de donner à Blizzard North, en 1995, concernant la série de jeux appelée "Rogue". Brevik apprécie que ce nom soit donné au jeu car il transmet directement le but à atteindre.

### Etudes
A l'âge de 18 ans, Brevik intègre l'université d'Etat de Californie, à Chico en 1986 pour étudier ce qui le passionne : la programmation et le codage informatique. C'est à ce moment qu'il découvre le jeu Rogue. Il y termine ses études en 1991.

### Carrière
Après avoir occupé le poste de directeur technique principal chez Iguana Entertainment, Brevik a quitté la société pour créer Condor / Blizzard North. Il en a été le président de septembre 1993 à 2003. GameSpot l'a élu comme étant la quatrième personne la plus influente dans le domaine des jeux vidéo en 1996 pour son rôle dans la création et le développement de Diablo.
En 2003, Brevik démissionne de Blizzard pour confonder, la même année, Flagship Studios. En 2006, il participe à la confondation de Ping0, une société liée à Flagship Studios. À la suite de la dissolution de cette société, il est nommé comme le nouveau directeur créatif de Turbine Inc et de son nouveau studio de la côte ouest.
En 2009, David Brevik a commencé à travailler chez Gazillion Entertainment à San Mateo, en Californie, dans le studio Gargantuan. En 2011, David Brevik a été nommé président et directeur de l'exploitation de Gazillion Entertainment. La même année, Gargantuan change de nom pour devenir Secret Identity Studios. En 2013, Brevik devient directeur général de Gazillion Entertainment. Le 6 janvier 2016, il quitte la société pour poursuivre "d'autres opportunités ". Depuis le 18 octobre 2016, Brevik travaille en tant que conseiller sur la sortie chinoise de Path of Exile pour Grinding Gear Games.
Après avoir démissionné de Gazillion, Brevik a fondé un studio indépendant appelé Graybeard Games. En mai 2019, son studio a sorti un jeu vidéo d'action et de rôle intitulé It Lurks Below.
En mai 2020, Brevik collabore avec Bill Wang, un ancien employé de Perfect World Entertainment, dans le lancement du projet Skystone Games, un studio d'édition et de développement qui a pour objectif de soutenir les petits studios indépendants avec des sorties multiplate-formes.
En septembre 2022, Brevik rejoint l'équipe du développement de Torchlight Infinite en tant que producteur conseiller.

## Contributions
- Gordo 106 (1993) – Programmeur
- Aero the Acro-Bat (1993) – Programmeur
- NBA Jam (1993) – Programmeur
- Justice League Task Force (1995) – Programmeur
- Diablo (1997) – Programmeur en chef, designer senior
- Diablo II (2000) – Chef du projet et du design
- Warcraft III: Reign of Chaos (2002) – Réviseur/testeur du jeu
- Hellgate: London (2007) – Concepteur, programmeur en chef, rédacteur en chef
- Dungeons & Dragons Online: Eberron Unlimited (2009) – Directeur créatif
- Marvel Heroes (2013) – Concepteur
- The Nonomancer (2016) – Concepteur
- Path of Exille (2016) - Conseiller
- It Lurks Below (2018) – Concepteur
- Torchlight Infinite (2022) - Producteur conseiller